# Långtjärnen (Vibyggerå socken, Ångermanland)
Långtjärnen är en sjö i Kramfors kommun i Ångermanland och ingår i Ångermanälvens huvudavrinningsområde.